# Caminos de Michoacán
"Caminos de Michoacán" es una canción tradicional mexicana del compositor mexicano Bulmaro Bermúdez Gómez y popularizada por Federico Villa. Se convirtió en una canción esencial del repertorio musical del mariachi mexicano y una canción de culto del estado de Michoacán.

## Información de la canción
La canción habla de un hombre que va en busca de una mujer que lo abandonó previamente. La búsqueda lo lleva por múltiples rutas y ciudades del estado mexicano de Michoacán.

## Ciudades mencionadas en la canción
| - La Piedad - La Huacana - Zamora - Nueva Italia - Sahuayo - Ciudad Hidalgo - Zitácuaro | - Apatzingán - Morelia - Uruapan - Tacámbaro - Pátzcuaro - Villa Escalante - Ario de Rosales - Huetamo - Pedernales |